# Новая и новейшая история
«Новая и новейшая история» (укр. Нова і новітня історія) — провідний російський науковий журнал про нову історію та новітню історію, що виходить у Москві шість разів на рік.

## Історія
Журнал був заснований 1957 року .

## Зміст
Журнал друкує найрізноманітніші матеріали авторства російських і зарубіжних істориків. Серед постійних рубрик — «Новий час», «XX сторіччя», «Історія сучасності», «Росія і світ», «Методологія», «Історіографія» та інші.